# Station spatiale (film)
Pour plus de détails, voir Fiche technique et Distribution.
Station spatiale (Space Station 3D) est un film documentaire filmé en Imax 3D sorti en 2002. Il retrace la construction de la Station spatiale internationale, plus particulièrement durant les missions STS-98, STS-100, STS-102 et STS-104 en 2001.
Produit en collaboration avec la NASA, Space Station 3D est le premier film en 3D tourné dans l'espace.
Les astronautes ayant participé au développement de la station spatiale pendant le tournage ont également reçu une formation de cameraman pour manipuler les caméras IMAX. 
La version française du film a été projetée dans de nombreuses salles Imax dans le monde, dont deux salles en France : de 2005 à 2008 à la Cité de l'espace (Toulouse), et de 2003 à 2006, dans une version raccourcie, au Solido du Futuroscope près de Poitiers.

## Fiche technique

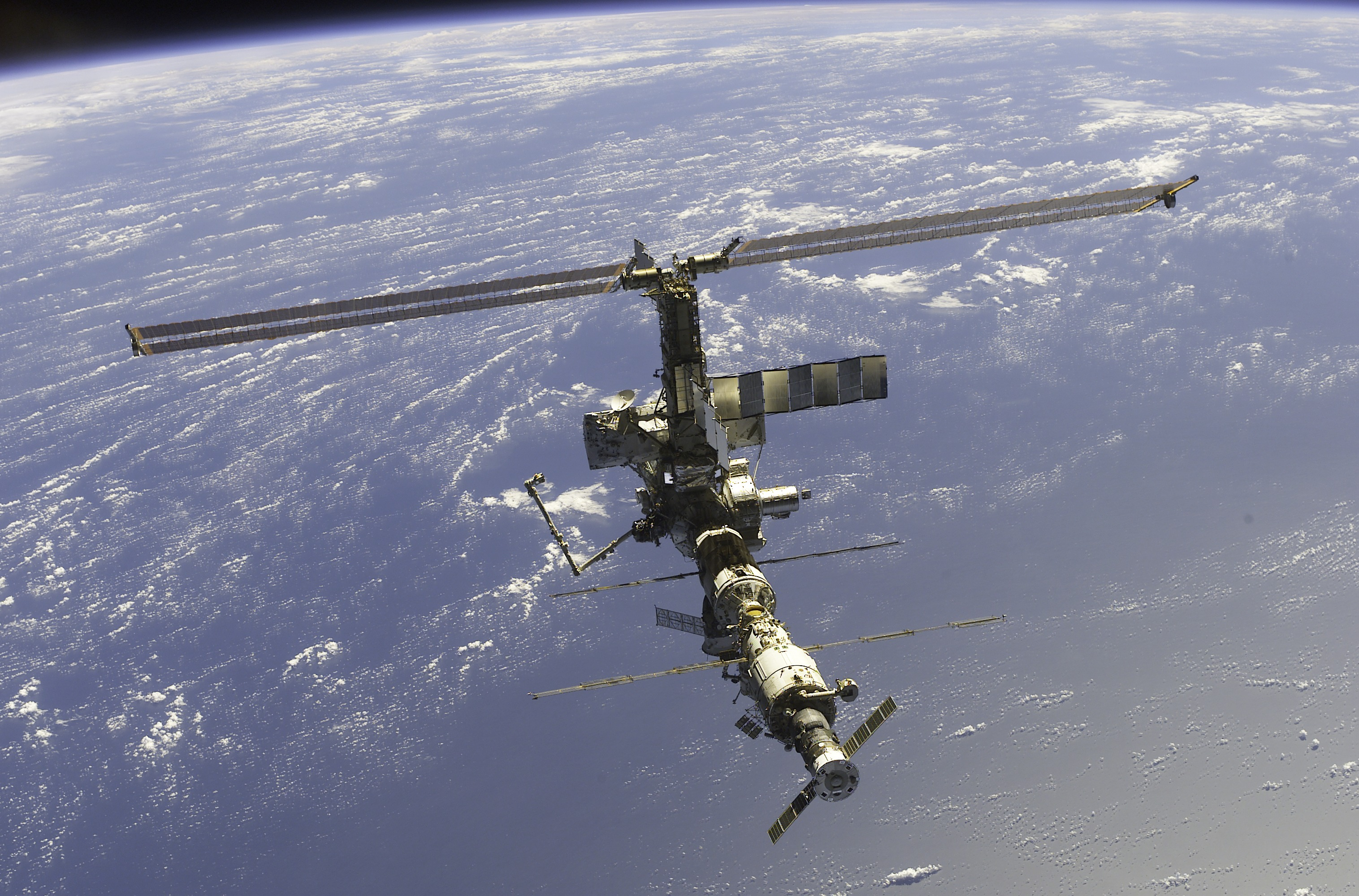
La Station spatiale internationale à son état d'avancement à la fin du tournage (2002)

- Production : Lockheed Martin Corporation / NASA
- Réalisation : Toni Myers
- Distribution : Imax Corporation
- Narration : Tom Cruise (VO)
- Directeur de la photographie, formation des astronautes : James Neihouse
- Musique : Micky Erbe, Maribeth Solomon.